# Luna piena (Rkomi, Irama e Shablo)
Luna piena è un singolo del rapper italiano Rkomi, del cantante italiano Irama e del DJ producer italiano Shablo, pubblicato il 27 agosto 2021 come terzo estratto dal terzo album in studio di Rkomi Taxi Driver.

## Tracce
1. Luna piena – 2:46

## Classifiche

### Classifiche settimanali
| Classifica (2021) | Posizione massima |
| ----------------- | ----------------- |
| Italia            | 12                |

### Classifiche di fine anno
| Classifica (2021) | Posizione |
| ----------------- | --------- |
| Italia            | 22        |
| Classifica (2022) | Posizione |
| Italia            | 67        |